# Prostor klíčů
Prostor klíčů je v kryptografii označení množiny všech možných klíčů, které může příslušný šifrovací algoritmus použít. Velikost této množiny klíčů ovlivňuje sílu dané šifry.
Pokud je prostor klíčů malý, je šifra zranitelná útokem hrubou silou, při kterém zkouší útočník postupně všechny možné klíče. Velký prostor klíčů je tak nutnou podmínkou pro bezpečnost šifry.
Pokud by např. šifra používala jen 8bitový klíč, znamená to prostor klíčů o 28 = 256 možnostech, které lze velmi snadno vyzkoušet všechny. U reálných šifer se proto používají klíče mnohem delší. Např. AES může používat 256bitové klíče, u kterých má prostor klíčů velikost 2256, což je více než 1077. Oproti tomu starší šifra DES používala 56bitové klíče a jejích cca 72 biliard možných klíčů je již považováno za nedostatečné – jak se prokázalo již v 90. letech, takovou šifru lze prolomit hrubou silou.